# لینکلن ام‌کی‌ایکس

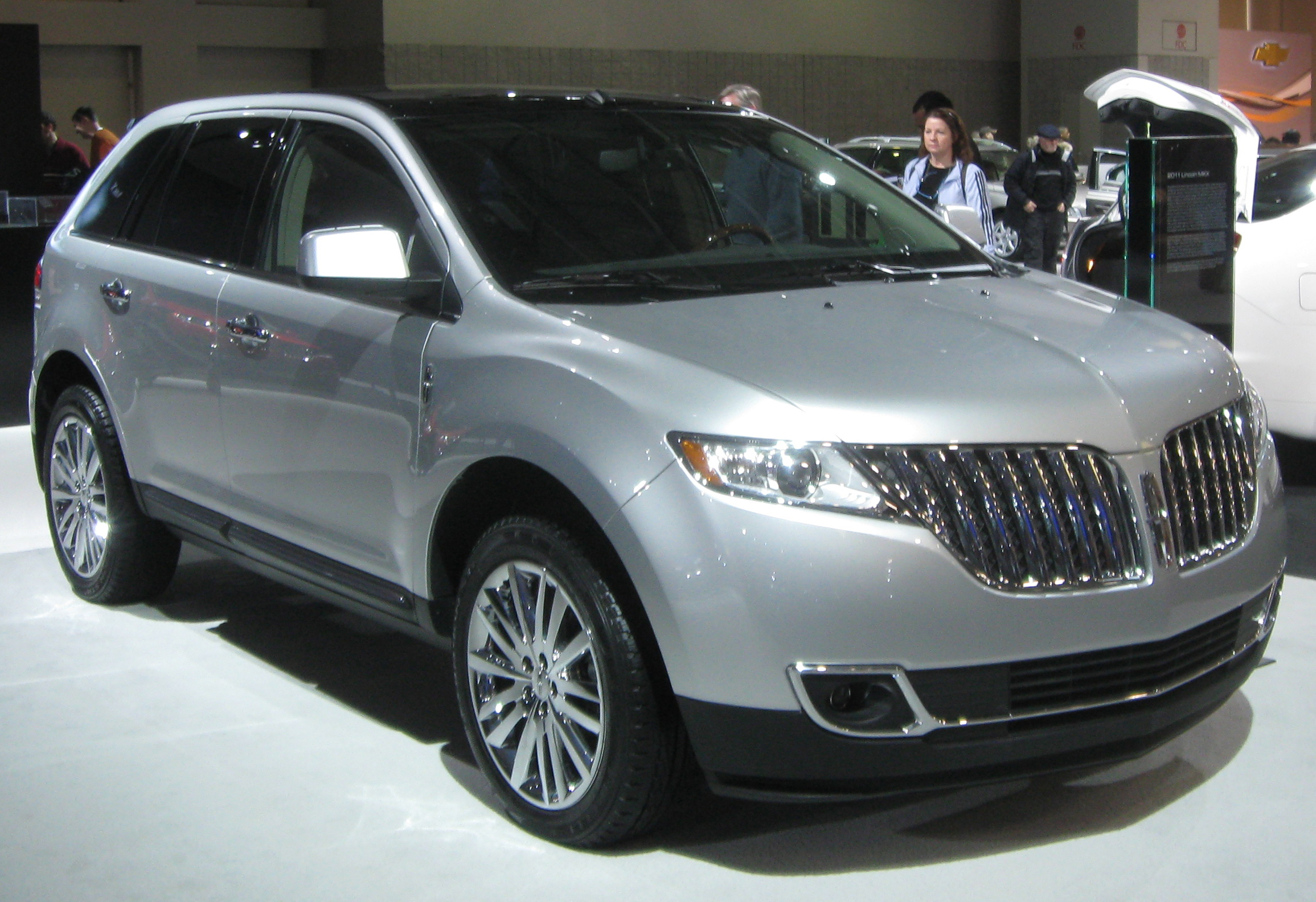

لینکلن ام‌کی‌ایکس (به انگلیسی: Lincoln MKX) یکی از مدل‌های کمپانی لوکس لینکلن است.